# Термодинамічні рівняння Максвелла
Співвідношення Максвелла (термодинамічні рівняння Максвелла) — тотожні співвідношення між похідними термодинамічних величин  . Є наслідком математичної тотожності — рівності змішаних похідних термодинамічного потенціалу.
Співвідношення використовуються при виконанні математичних викладок з метою перетворення термодинамічних формул. Вони суттєво розширюють апарат термодинаміки, тому що дозволяють виразити важковимірні або взагалі не допускаючі прямий вимір термодинамічні величини (як, наприклад, ентропія або хімічний потенціал) через експериментально вимірні.
Введено в термодинаміку у 1871 році Джеймсом Клерком Максвеллом:167:90 і носять його ім'я.

### Запис через якобіани та вивід співвідношень (M5—6)
Для короткого й елегатного запису термодинамічних формул, зокрема співвідношень Максвелла, використовують якобіани. Так виглядає перше співвідношення, виражене через якобіани:37:
{\displaystyle {\frac {D(T,S)}{D(V,S)}}={\frac {D(P,V)}{D(V,S)}}\qquad \qquad (J)}
Якщо помножити обидві частини рівняння (J) на {\displaystyle {\frac {D(V,S)}{D(P,V)}}} і використати правила перетворення якобіанів, отримуємо тотожність
{\displaystyle {\frac {D(T,S)}{D(P,V)}}=1,}
яка являє собою співвідношення Максвелла (M5), записане через якобіани.:116
Якщо домножити обидві частини рівняння (J) на {\displaystyle {\frac {D(V,S)}{D(T,S)}}}, отримуємо тотожність
{\displaystyle {\frac {D(P,V)}{D(T,S)}}=1,}
що являє собою співвідношення Максвелла (M6).